# Kungariket Kasanje
Kungariket Kasanje eller Kungariket Jaga, var en historisk stat som låg i nuvarande Angola mellan 1620 och 1910.
Det var en valmonarki bildad av Imbangala. 
Det deltog i den transatlantiska slavhandeln. 
Det uppgick i Portugisiska Västafrika.